# Service d'aéronomie
Le Service d'aéronomie ou SA était un laboratoire de recherche français du CNRS spécialisé dans l'étude de l'atmosphère terrestre, du Soleil, des planètes telluriques, des comètes et du fond diffus cosmologique. Créé en 1958 et dirigé pendant près de 25 ans par Jacques Blamont, c'est le premier laboratoire français qui se consacre à la recherche scientifique depuis l'espace. Il développe ou contribue au développement de nombreux instruments embarqués à bord de fusées-sondes, ballons stratosphériques et sondes spatiales (Mars Express, Rosetta, sondes Venera,…). Le laboratoire, implanté en région parisienne à Verrières-le-Buisson et à l'Université Pierre-et-Marie-Curie (Paris), fusionne début 2009 avec le Centre d'étude des environnements terrestres et planétaires  (CETP) pour former le Laboratoire Atmosphères, Milieux, Observations spatiales (LATMOS).